# Bułgaria na Letnich Igrzyskach Olimpijskich 1960
Bułgarię na Letnich Igrzyskach Olimpijskich 1960 reprezentowało 98 zawodników.

## Zdobyte medale
| Medal  | Zawodnik        | Dyscyplina | Konkurencja                                  |
| ------ | --------------- | ---------- | -------------------------------------------- |
| Złoto  | Dimityr Dobrew  | Zapasy     | waga średnia w stylu klasycznym (73 – 79 kg) |
| Srebro | Kralju Bimbałow | Zapasy     | waga półciężka w stylu klasycznym (79 87 kg) |
| Srebro | Neżdet Zalew    | Zapasy     | waga kogucia w stylu wolnym (52 – 57 kg)     |
| Srebro | Stanczo Kolew   | Zapasy     | waga piórkowa w stylu wolnym (57 – 62 kg)    |
| Brąz   | Enju Wyłczew    | Zapasy     | waga lekka w stylu wolnym (62 – 67 kg)       |
| Brąz   | Dinko Petrow    | Zapasy     | waga kogucia w stylu klasycznym (52 – 57 kg) |
| Brąz   | Welik Kapsyzow  | Gimnastyka | kółka                                        |